# Alturas
Alturas is een plaats (city) in de Amerikaanse staat Californië, en valt bestuurlijk gezien onder Modoc County.

## Demografie
Bij de volkstelling in 2000 werd het aantal inwoners vastgesteld op 2892.
In 2006 is het aantal inwoners door het United States Census Bureau geschat op 2919, een stijging van 27 (0,9%).

## Geografie
Volgens het United States Census Bureau beslaat de plaats een oppervlakte van
5,7 km², geheel bestaande uit land. Alturas ligt op ongeveer 1330 m boven zeeniveau.

## Plaatsen in de nabije omgeving
De onderstaande figuur toont nabijgelegen plaatsen in een straal van 96 km rond Alturas.